# 戈久瓦烏帕齊拉 (堅德布爾縣)
戈久瓦乌帕齐拉是孟加拉国吉大港縣的一个乌帕齐拉，位於吉大港专区的堅德布爾縣。。

## 人口
據1991年孟加拉國人口普查，戈久瓦共有戶數50,262戶，人口293683人。其中男性佔比49.70%，女性佔比50.30%；成年人口135,448人。該地7歲以上人口之平均識字率為34.1%。